# アタック・ザ・ワールドカップ
『アタック・ザ・ワールドカップ』は、1977年1月7日から同年3月25日までフジテレビ系列局で放送されていたフジテレビ製作のバレーボール中継番組である。全12回。放送時間は毎週金曜 20:00 - 20:54 （日本標準時）。

## 概要
この年に日本で初開催されたバレーボールワールドカップに先立ち、全日本バレーボール選抜男女リーグ（日本バレーボールリーグ機構、通称「Vリーグ」の前身）の試合を中継していた番組。第11回と最終回では、日本と韓国の試合を中継していた。
1977年当時の地上波放送でバレーボールの試合を毎週中継していたのは、本番組が唯一である。アマチュアスポーツを率先して取り上げていた番組は他にも『ビッグスポーツ』（NETテレビ → テレビ朝日）や『ザ・スポーツ77』（東京12チャンネル）があったものの、それらは不定期放送であった。

## 出演者

### 実況
- 岩佐徹（当時フジテレビアナウンサー）
- 山田祐嗣（当時フジテレビアナウンサー）

### 解説者
- 松平康隆
- 前田豊

## 中継した試合
| 回 | 放送日 （1977年） | 試合 | 試合                |
| -- | ----------------- | ---- | ------------------- |
| 1  | 1月7日            | 女子 | 日立×ヤシカ         |
| 2  | 1月14日           | 男子 | 日本鋼管×専売広島   |
| 3  | 1月21日           | 男子 | 新日鐵×富士フイルム |
| 4  | 1月28日           | 女子 | 三洋電機×鐘紡       |
| 5  | 2月4日            | 男子 | 新日鐵×専売広島     |
| 6  | 2月11日           | 女子 | ユニチカ×鐘紡       |
| 7  | 2月18日           | 男子 | 新日鐵×東レ         |
| 8  | 2月25日           | 男子 | 日本鋼管×サントリー |
| 9  | 3月4日            | 男子 | ユニチカ×三洋電機   |
| 10 | 3月11日           | 男子 | 新日鐵×日本鋼管     |
| 11 | 3月18日           | 女子 | 日本海運× 韓国      |
| 12 | 3月25日           | 女子 | 日本× 韓国          |

参考：『下野新聞 縮刷版』下野新聞社、1977年1月7日 - 同年3月25日付ラジオ・テレビ欄。